# Johann van Zyl
Johann van Zyl (* 2. Februar 1991 in Kapstadt) ist ein ehemaliger südafrikanischer Radrennfahrer.

## Sportlicher Werdegang
Bis 2011 wurde Johann van Zyl viermal südafrikanischer Meister der Junioren und in der Klasse U23 in Straßenrennen und Einzelzeitfahren. 2011 belegte er zudem den vierten Platz bei der nationalen Straßenmeisterschaft der Elite. 
Zur Saison 2013 erhielt van Zyl einen Vertrag beim Team MTN-Qhubeka, bei dem er bis 2018 blieb. Bereits im ersten Jahr erzielte er mit einem Etappenerfolg bei der Tour du Rwanda seinen ersten Sieg als Radprofi. 2015 konnte er einen Etappenerfolg bei der Österreich-Rundfahrt seinem Palmarès hinzufügen. Insgesamt nahm er viermal an einer Grand Tour teil, die er alle beendete.
Zur Saison 2019 wurde van Zyl Mitglied im 303Projekt. Die Tour de Beauce 2019 war der letzte internationale Renneinsatz seiner Karriere.

## Erfolge
2008
- Südafrikanischer Meister – Straßenrennen (Junioren)

2009
- Südafrikanischer Meister – Einzelzeitfahren (Junioren)

2010
- Südafrikanischer Meister – Straßenrennen (U23)

2011
- Südafrikanischer Meister – Straßenrennen (U23)
- Südafrikanischer Meister – Einzelzeitfahren (U23)

2013
- Mannschaftszeitfahren Tour de Korea
- eine Etappe Tour of Rwanda

2015
- eine Etappe Österreich-Rundfahrt

## Grand-Tour-Platzierungen
| Grand Tour            | 2015 | 2016 | 2017 | 2018 |
| --------------------- | ---- | ---- | ---- | ---- |
| Giro d’ItaliaGiro     | –    | 79   | 149  | –    |
| Tour de FranceTour    | –    | –    | –    | –    |
| Vuelta a EspañaVuelta | 128  | –    | –    | 122  |